# أدان بالبين
أدان بالبين (Adán Balbín) (13 أكتوبر 1986 في بيرو – )؛ هو لاعب كرة قدم كان يلعب كلاعب وسط. يلعب مع منتخب بيرو لكرة القدم منذ عام 2010.

## وصلات خارجية
- أدان بالبين على موقع الاتحاد الدولي (مؤرشف)  (الإنجليزية)
- أدان بالبين على موقع قاعدة بيانات كرة القدم.إي يو (الإنجليزية)
- أدان بالبين على موقع ناشيونال فوتبول تيمز (الإنجليزية)
- أدان بالبين على موقع Soccerway.com (الإنجليزية)
- أدان بالبين على موقع عالم كرة القدم.نت (الإنجليزية)
- أدان بالبين على موقع AS.com (الإسبانية)
- أدان بالبين على موقع الاتحاد الدولي (مؤرشف)  (الإنجليزية)
- أدان بالبين على موقع قاعدة بيانات كرة القدم.إي يو (الإنجليزية)
- أدان بالبين على موقع ناشيونال فوتبول تيمز (الإنجليزية)
- أدان بالبين على موقع Soccerway.com (الإنجليزية)
- أدان بالبين على موقع عالم كرة القدم.نت (الإنجليزية)
- أدان بالبين على موقع AS.com (الإسبانية)